# John Updike
John Hoyer Updike (n. 18 martie 1932, Reading⁠(d), Pennsylvania, SUA – d. 27 ianuarie 2009, Danvers⁠(d), Massachusetts, SUA) a fost eseist, critic literar, poet și scriitor american.
Cea mai celebră lucrare a lui Updike este seria Rabbit (Fugi, Rabbit; Întoarcerea lui Rabbit; Rabbit e bogat; Odihna lui Rabbit). Atât Rabbit e bogat cât și Odihna lui Rabbit au primit Premiul Pulitzer pentru ficțiune.

## Date biografice
Născut la Reading,  Pennsylvania, John Updike este fiul scriitoarei Linda Grace Hoyer Updike și a lui Wesley Russell Updike, profesor de matematică. Până la vârsta de 13 ani a crescut în orășelul Shillington, Pennsylvania după care familia s-a mutat la o fermă din Berks County, Pennsylvania, unde Updike devine interesat de literatură.

După ce a terminat liceul în Shillington, Updike a intrat la Harvard pe care l-a absolvit summa cum laude în 1954. Studiază arta grafică la „Ruskin School of Drawing and Fine Art” la Universitatea Oxford. După întoarcerea în Statele Unite în 1955 a lucrat vreme de doi ani la revista „The New Yorker” unde a publicat editoriale, poezii, povestiri și cronici literare. 
Debutează în 1958 cu volumul de versuri The Carpentered Hen and Other Tame Creatures iar în 1959 publică primul său roman, The Poorhouse Fair.  
În 1976 a devenit membru al Academiei Americane de Arte și Litere. De-a lungul timpului i-au fost decernate nenumărate premii (Pulitzer, National Book Award pentru The Centaur, PEN/Faulkner Award for Fiction, American Book Award, National Book Critics Circle Award)
A murit la vârsta de 76 de ani la 27 ianuarie 2009 într-un spital din Danvers, Massachusetts, din cauza unui cancer pulmonar.

## Scrieri
Ciclul Rabbit
- Fugi, Rabbit, 1960
- Întoarcerea lui Rabbit, 1971
- Rabbit e bogat, 1981
- Odihna lui Rabbit, 1990
- Amintiri despre Rabbit (nuvelă din colecția
 de povestiri „Licks of Love”), 2001

Colecția  Bech
- Bech: o carte, 1970
- Bech se întoarce, 1982
- Bech în golf, 1998
- Seria completă de povestiri Henry Bech, 2001

Colecția Buchanan
- Buchanan murind, 1974
- Memorii din epoca administrației Ford, 1992

Alte romane
- Bazarul azilului de săraci, 1959
- Centaurul, 1963
- La fermă, 1965
- Cupluri, 1968
- O lună de duminici, 1975
- Însoară-te  mine, 1977
- Lovitura de stat, 1978
- Vrăjitoarele din Eastwick, 1984
- Versiunea lui Roger, 1986
- S., 1988
- Brazil, 1994
- La umbra crinilor, 1996
- Către sfîrșitul timpului, 1997
- Gertrude și Claudius, 2000
- Caută-mi fața, 2002
- Satele, 2004
- Teroristul, 2006

Cărți pentru copii
- Flautul fermecat, 1962
- Inelul, 1964
- Calendarul unui copil, 1965
- Bottom's Dream, 1969
- Un alfabet util de obiecte prietenoase, 1996

|width=50%|
Colecții de proză scurtă
- Aceeași ușă, 1959
- Pene de porumbel, 1962
- A&P, 1962
- Povestirile lui Olinger , 1964
- Școala de muzică, 1966
- Muzee și femei, 1972
- Probleme, 1979
- Un tărîm prea îndepărtat , 1979
- Crede-mă, 1989
- Viața de dupămoarte, 1994
- Licks of Love, 2001
- Primele povestiri: 1953-1975, 2003

Poezie
- Găina de lemn, 1958
- Stîlpii de telefon, 1963
- Punctul de întoarcere, 1969
- Tossing and Turning, 1977
- Cu fața spre natură, 1985
- Americana și alte poeme, 2001
- A&P, 2006

Antologie
- Poezii antologate 1953-1993, 1993
- Cele mai bune povestiri americane ale secolului XX, 2000

Memorii, eseuri, critică
- Proză asortată, 1965
- Piese alese, 1975
- Navigînd pe lîngă țărm, 1983
- Conștiința de sine: Memorii, 1989
- Privind lumea, 1989
- Slujbe ciudate, 1991
- Golf Dreams: Writings on Golf, 1996
- Mai multă substanță, 1999
- Încă privesc: eseuri despre arta americană, 2005